# Roger Piantoni
Roger Piantoni (Étain, 26 dicembre 1931 – Nancy, 26 maggio 2018) è stato un calciatore francese, di ruolo attaccante.
Le 203 reti segnate in massima divisione lo pongono al sesto posto fra i migliori marcatori della storia della Division 1.

## Carriera

### Club
Passò l'adolescenza nella città mineraria di La Mourière e cominciò a giocare a calcio nella squadra locale, l'US Piennes, dove ebbe occasione di giocare per una stagione accanto a Thadée Cisowski. Esordì in Division 1 con il Nancy nel 1950 e divenne capocannoniere del campionato nella sua prima stagione da professionista. Rimase a Nancy per sette stagioni prima di trasferirsi allo Stade Reims in cui formò un attacco formidabile assieme a Raymond Kopa e Just Fontaine. A Reims vinse per tre volte il campionato: nel 1958, nel 1960 e nel 1962, e per una volta la Coppa di Francia, nel 1958. Arrivò inoltre in finale nella Coppa dei Campioni 1958-59 (seconda finale per il club francese), perdendo contro il Real Madrid, e conquistò nel 1961 il suo secondo titolo di capocannoniere con 28 reti. Nel 1964 passò al Nizza con cui vinse immediatamente la Division 2 prima di essere costretto a ritirarsi nel 1966 a causa di un infortunio al ginocchio per cui subì cinque operazioni chirurgiche.

### Nazionale[3]
Piantoni esordì con gol in Nazionale il 16 novembre 1952 a Dublino contro l'Irlanda. Nel 1958 fece parte della spedizione francese ai Mondiali, nei quali segnò quattro gol in cinque partite e aiutò la Francia a conquistare il bronzo. Fu in occasione di un Bulgaria-Francia del 1959 che subì un infortunio alla tibia che penalizzò la sua carriera.

## Altre attività
Dopo il ritiro divenne proprietario di un negozio di articoli sportivi a Carpentras e contemporaneamente allenò la squadra locale dal 1966 al 1971. Dal 1970 al 1983 fu alto dirigente per l'Adidas a Nancy ed in seguito si dedicò al commento tecnico delle partite in radio ed in tv (su Antenne 2).

## Palmarès

### Club
- Campionato francese: 2

Reims: 1957-1958, 1959-1960
- Coppa di Francia: 1

Reims: 1957-1958
- Supercoppa francese: 2

Reims: 1958, 1960
- Coppa Charles Drago: 1

Reims: 1954

### Individuale
- Capocannoniere della Ligue 1: 2

1950-1951 (28 gol), 1960-1961 (28 gol)